# Franc à pied

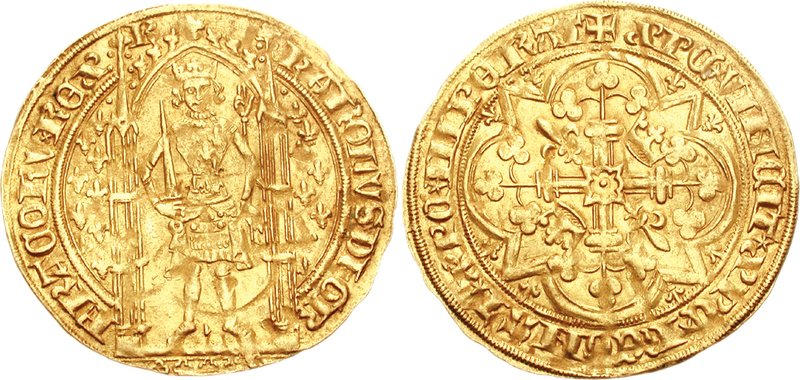
Der franc à pied mit dem Bild von König Karl V.

Franc à pied ist eine Goldmünze. Der erste Goldfranken, Franc à cheval, wurde unter der Herrschaft des französischen Königs Johann II.  (1350–1364) geprägt. Der Erfolg dieser Münze veranlasste seinen Sohn und Thronfolger Karl V. (1364–1380), im Jahr 1365, nachdem der Vater in London gestorben war, ebenfalls eine Goldmünze prägen zu lassen, den franc à pied. Sein Gewicht beträgt 3,7 – 3,8 g. 
Die Vorderseite zeigt Karl in einem Lilienfeld stehend (deshalb auch franc de lis d’or) mit Krone, Schwert und Zepter unter einem gotischen Baldachin. Die kreisförmige Umschrift lautet: KAROLUS° DI – °GRACIA° – FRAnCORV° REX , d. h. „Karl, durch Gottes Gnade, König von Frankreich“.
Die Rückseite zeigt ein Kreuz mit jeweils drei ausgebreiteten Kleeblättern an seinen Enden in einem viergezackten, liliengeschmückten Vierpass.  Die Mitte des Kreuzes besteht aus einem weiteren gezackten Vierpass mit an den Ecken jeweils zwei gegenüber angeordneten Kronen und Lilien. Die kreisförmige Umschrift lautet: + XP‘C* VinCIT* XP‘C* REGNAT* XP‘C* IMPERAT , d. h. „Christus siegt, Christus regiert, Christus befiehlt“.